# Batman v Superman: Dawn of Justice
Batman v Superman: Dawn of Justice (titulada Batman v Superman: El amanecer de la justicia en España y Batman vs Superman: El origen de la justicia en Hispanoamérica) es una película estadounidense de superhéroes estrenada en 2016. Es la segunda entrega del Universo Extendido de DC (DCEU) y una secuela de El hombre de acero (2013), además de la primera película de acción real que presenta a Batman y Superman juntos.
Está dirigida por Zack Snyder y escrita por Chris Terrio y David S. Goyer. El reparto incluye a Ben Affleck, Henry Cavill, Amy Adams, Jesse Eisenberg, Diane Lane, Laurence Fishburne, Jeremy Irons, Holly Hunter y Gal Gadot.
La película fue anunciada en la San Diego Comic-Con 2013 después del lanzamiento de Man of Steel. Snyder dijo que la película se inspiraría en la serie de cómics de Batman The Dark Knight Returns de Frank Miller, pero aclaró que seguiría una premisa original; además, tomaría elementos narrativos de La Muerte de Superman o Paz en la tierra. 
La preproducción de la cinta comenzó en East Los Angeles College en octubre de 2013, y la fotografía principal comenzó en mayo de 2014 en Detroit. También se realizaron filmaciones adicionales en Illinois y Nuevo México, que concluyeron en diciembre del mismo año. 
Batman vs Superman: Dawn of Justice se estrenó en el Auditorio Nacional de la Ciudad de México el 19 de marzo de 2016, y el 25 de marzo de 2016 en los Estados Unidos de América, en los formatos 2D, Real D 3D, IMAX 3D, IMAX, 4DX, y estampados de 70 mm por Warner Bros Pictures. Tras un fuerte debut que batió récords de taquilla, la película experimentó una caída histórica en su segundo fin de semana de la que no se recuperó. Recaudó 872 millones de dólares estadounidenses. La crítica se manifestó dividida por su tono oscuro, el guion y el ritmo inconexos, aunque algunos elogiaron su estilo visual, efectos y actuaciones. Un corte extendido denominado Ultimate Edition, que incluye 31 minutos de metraje adicional, fue lanzado digitalmente el 28 de junio de 2016 y en formato Blu-Ray el 19 de julio de 2016.

## Argumento
En un flashback de su infancia, Bruce Wayne (Brandon Spink) huye del funeral de sus padres. Cae en una cueva, donde un vórtice de murciélagos lo eleva de nuevo a la superficie. De vuelta al presente, dieciocho meses después de la batalla entre Superman (Henry Cavill) y el General Zod (Michael Shannon) en Metrópolis, Superman se ha convertido en una figura controvertida. Bruce Wayne (Ben Affleck) es ahora un multimillonario que ha operado en Ciudad Gotica como el justiciero enmascarado Batman durante veinte años. Tras presenciar en persona el caos de la batalla, considera a Superman una amenaza existencial para la humanidad.
Clark Kent (la identidad civil de Superman) intenta condenar la forma de justicia de Batman en los artículos del Daily Planet. Bruce se entera de que el traficante de armas ruso Anatoli Knyazev (Callan Mulvey) ha estado contactando con el magnate de LexCorp Lex Luthor (Jesse Eisenberg). Luthor intenta persuadir a la senadora June Finch (Holly Hunter) para que le permita importar la kryptonita descubierta tras el intento de terraformación de Zod, con el fin de utilizarla como elemento disuasorio contra futuras amenazas kryptonianas. Ella se niega, pero Luthor hace planes alternativos con el subordinado de Finch, quien le permite acceder al cadáver de Zod y a la nave exploradora kryptoniana.
Bruce asiste a una gala en LexCorp para robar datos encriptados del ordenador central de la empresa, pero la anticuaria Diana Prince (Gal Gadot) los roba primero; más tarde se los devuelve a Bruce. Mientras desencripta el disco, Bruce sueña con un mundo postapocalíptico en el que lidera a los rebeldes contra un malvado Superman. Lo despierta una persona no identificada que aparece a través de un portal y le dice que Lois Lane (Amy Adams) "es la clave" y lo insta a encontrar a "los otros", antes de desaparecer. El disco desencriptado revela los archivos de Luthor sobre varios metahumanos de todo el mundo. Uno de ellos es Diana, que aparece en una foto de la Primera Guerra Mundial. Wayne contempla la posibilidad de utilizar la kryptonita como arma para entrar en guerra con Superman.
Se celebra una audiencia ampliamente publicitada en el Congreso, dirigida por Finch, para cuestionar las acciones de Superman contra Zod. Una bomba introducida de contrabando por Luthor detona, matando a todos los presentes excepto a Superman. Superman se culpa por no haberla detectado a tiempo y se autoexilia. En respuesta, Batman irrumpe en LexCorp y roba la kryptonita. Construye un exoesqueleto motorizado, un lanzagranadas de kryptonita y una lanza con punta también de kryptonita. Mientras tanto, Luthor entra en la nave kryptoniana y accede a su vasta base de datos de tecnología.
Luthor atrae a Superman fuera del exilio secuestrando a Martha Kent (Diane Lane), la madre adoptiva de Clark, y a Lois, a quien empuja desde el edificio de LexCorp. Superman salva a Lois y se enfrenta a Luthor, quien revela que la desconfianza entre Batman y Superman fue manipulada. Luthor le exige que mate a Batman a cambio de la vida de Martha. Superman intenta explicarle esto a Batman, quien en su lugar lo ataca y finalmente lo somete utilizando un gas de kryptonita. Cuando Batman se prepara para asestar el golpe final con la lanza, Superman le suplica que "salve a Martha", el mismo nombre que la madre de Batman. Batman duda, confundido, mientras Lois llega y le explica lo que Superman quería decir. Recuperando la cordura, Batman promete rescatar a Martha.
Luthor pone en marcha su plan alternativo: liberar a Doomsday (Robin Atkin Downes), un monstruo creado genéticamente con ADN del cuerpo de Zod y del suyo propio. Diana se une a Batman y Superman en su lucha contra la criatura. Superman se da cuenta de su vulnerabilidad a la kryptonita y empala mortalmente a la criatura con la lanza de kryptonita. Superman, ya debilitado por la exposición a la kryptonita, es apuñalado mortalmente por la criatura antes de morir.
Tras el arresto de Luthor, Batman se enfrenta a él en prisión, advirtiéndole que siempre lo estará vigilando. Luthor se regodea de que la muerte de Superman haya hecho al mundo vulnerable a poderosas amenazas alienígenas. Se celebra un funeral por Superman en Metrópolis, mientras Bruce y Diana asisten al funeral por Clark, que también ha sido declarado muerto. Martha le da a Lois un sobre que contiene un anillo de compromiso de Clark. Bruce le dice a Diana que lamenta haberle fallado a Superman y le pide ayuda para formar un equipo de metahumanos que protejan la Tierra en ausencia de Superman. Mientras se marchan, la tierra sobre el ataúd de Clark levita.

## Reparto
- Ben Affleck como Bruce Wayne / Batman: Un socialité multimillonario y dueño de las Empresas Wayne que se dedica a proteger Gotham City de su inframundo criminal como un vigilante altamente entrenado y enmascarado. El Batitraje en esta película está hecho de un tejido de ajuste en lugar de los trajes blindados en retratos anteriores, y también se presenta un traje mecánico que Batman usa en su lucha contra Superman. Acerca del traje de Batman, Zack Snyder comentó: "Yo tenía una idea muy fuerte sobre lo que quería hacer - realmente quería hacer una especie de Batman basado en tela; no lo que se ha convertido en el Batman más normal. Así es como lo hemos evolucionado".[3]  A diferencia de las versiones anteriores que hablaron en una voz más profunda como Batman, esta versión utiliza un modulador de voz para falsear su voz real, con Affleck diciendo que un multimillonario bien conocido probablemente tendría su voz reconocida. Cuando se le preguntó qué hace que este Batman sea diferente de los retratos anteriores, Affleck dijo que este Batman "es un poco más viejo, está un poco más cansado del mundo. Ha estado dando vueltas una o dos veces así que es un poco más sabio, pero definitivamente es más cínico y un poco más oscuro y más cansado", añadiendo que Batman se ha vuelto "más expuesto a la violencia y al elemento criminal de este mundo con el transcurso del tiempo".[4] El Batman de la película fue influenciado por The Dark Knight Returns de Frank Miller, que muestra a Batman en sus 50s. Snyder dijo: "Definitivamente quería un Batman más viejo. Yo quería un Batman cansado de la guerra. Es por eso que, de muchas maneras, Ben era realmente perfecto para mí - lo hemos envejecido un poco. Ha funcionado muy bien. Estoy muy emocionado por el Batman que creamos".[3] En el casting de Affleck como Batman, Snyder dijo: "Ben proporciona un interesante contrapeso al Superman de Henry. Él tiene las cualidades de actuación para crear una imagen en capas de un hombre que es mayor y más sabio que Clark Kent, y lleva las cicatrices de un luchador del crimen experimentado, pero retiene el encanto que el mundo ve en el multimillonario Bruce Wayne".[5] Affleck elogia a Snyder por abordar el impacto de la destrucción causada en Metrópolis en la entrega anterior, diciendo: "Una de las cosas que me gustó fue la idea de Zack de mostrar la rendición de cuentas y las consecuencias de la violencia, y ver que hay gente real en esos edificios", agregando, "y de hecho, uno de esos edificios era el edificio de Bruce Wayne, así que conoció a la gente que murió en ese evento de Black Zero".[6]
  - Brandon Spink retrata a un joven Bruce Wayne.[7]
- Henry Cavill como Kal-El / Clark Kent / Superman: Un sobreviviente kryptoniano de Metrópolis y un periodista para el Daily Planet que utiliza sus habilidades extraterrestres para proteger a la humanidad. El traje de Superman en Batman vs Superman es algo similar al de Man of Steel, pero con un detalle de superficie mejorado y de alta tecnología y una capa más elegante, más metálica.[8] Una frase escrita en kryptoniano fue añadida al símbolo de Superman, la cual dice "Donde habíamos pensado estar solos, vamos a estar con todo el mundo".[9] En cuanto a cómo Superman ha abrazado su papel como héroe desde la entrega anterior, Cavill dijo "Él está más acostumbrado a este concierto, haciendo todo lo posible para salvar tantas vidas como pueda", explicando más, "ya no está frenético. Ya no es un superhéroe mojado detrás de las orejas". Y en cuanto a cómo Superman ve el enfoque de Batman en la lucha contra el crimen, Cavill dijo "Él no está de acuerdo con su forma de justicia". Para este chico de la granja, que trata de hacer las cosas con la esperanza de usar su posición como periodista para el Daily Planet para "mostrar al mundo lo que este tipo Batman está haciendo".[10] La película aborda la destrucción causada por Superman y Zod en Metrópolis, una parte del Hombre de Acero que fue criticada por ser demasiado extensa para Superman, a la que Snyder respondió "me sorprendió porque esa es la tesis de Superman para mí, que no se puede simplemente tener superhéroes golpeándolo todo y que no haya consecuencias".[6] En lo que la percepción pública de Superman está en la película, Cavill dijo "En esta película, todo el mundo se ha dividido en diferentes direcciones sobre cómo se sienten acerca de este extraterrestre", añadiendo: "Algunas personas lo aman, algunos lo odian. Otras personas le temen. ¿Es un tirano?"[11] Cuando se le preguntó cómo ha evolucionado Superman desde El Hombre de Acero, Cavill dijo "El propio Superman no es tan diferente. Él, sin embargo, tiene que lidiar con un nuevo conjunto de problemas porque ahora ha sido revelado al mundo. Esta película se trata más sobre cómo el mundo en general - y Batman en particular - ve a este extraterrestre, y menos sobre la evolución de Superman". Cavill describe a Superman y Batman como los "dos lados de la misma moneda". Ellos tienen el mismo objetivo, pero utilizan métodos muy diferentes para lograrlo. Comprensiblemente, eso los lleva a chocar unos con otros, y su conflicto es un momento histórico".[12]
- Jesse Eisenberg como Lex Luthor: Un joven hombre de negocios excéntrico y CEO de LexCorp que está obsesionado con derrotar a Superman.[13] Luthor es generalmente representado como calvo en los cómics mientras que la versión de la película de Luthor lo representa con pelo a lo largo de la mayoría de la película. Cuando se habla de su interpretación de Luthor en comparación con retratos anteriores, Eisenberg dijo: "Cuando estás haciendo una película como esta y interpretando a un personaje que ya se ha interpretado, cuanto más lejos es de esas encarnaciones anteriores mejor", añadiendo, "Porque las oportunidades son, especialmente con tipos como Gene Hackman o Kevin Spacey, no vas a ser comparado de manera favorable". Eisenberg explicó el fondo de su personaje como tener "un núcleo de la realidad", diciendo: "[Luthor] Tiene una historia que es trágica y una vida interior emocional que es auténtica. Eso está en la película. Fue mi interés en interpretar al personaje con un verdadero núcleo emocional, y este escritor, el interés de Chris Terrio en crear un personaje que parecía viable en la realidad". Sobre el comportamiento y la actitud de Luthor hacia Superman, Eisenberg dijo: "Él es un narcisista de la primera orden, pero complicado de esa manera también en que es terriblemente preocupado, competitivo y vengativo. Él mira a Superman no como alguien a destruir, sino como una amenaza genuina para la humanidad".[14] Eisenberg describe su papel como Lex Luthor como su papel más favorable, diciendo: "De muchas maneras, Luthor es más de un tramo que cualquier personaje que hagas en una película independiente, que normalmente es el lugar en el que te tramo. Así que de esa manera no estaba en absoluto comprometido. Si algo fue el mejor, el mejor papel que me han dado. La oportunidad de hacer un personaje interesante en una película de esa escala es increíblemente rara".[15] Eisenberg describe un tema en la película, diciendo "Esto plantea la cuestión de cómo un hombre puede tener tanto poder. Estas son las cosas de las que hablamos de estados autoritarios. Se están haciendo frente a la geopolítica en esta película y no de una manera que sea pretenciosa o esotérica".[16]
- Amy Adams como Lois Lane: Una reportera para el Daily Planet que sabe cosas no porque las haya visto, sino porque se ha mostrado al espectador, y el interés amoroso de Clark Kent.[17] Sobre su papel, Adams dijo que "Lois es como la clave de la información. Ella es la chica que sale y lo consigue y lo pone juntos y todo eso, así que ella está muy involucrada".[18] Cuando se le preguntó sobre sus pensamientos sobre la representación de Lois Lane en la película, Adams respondió "Me encanta que ella no sea temerosa. No soy de esa manera, así que es muy divertido que realmente no tenga miedo de las consecuencias". En la relación de Lois Lane y Clark Kent en la película, Adams dijo: "Lo que es genial de esto es que, en lo que se refiere a la relación con Lois y Clark va, cuando nos encontramos con ellos se puede decir que han estado en una relación durante este tiempo", explicando más, "así que fue genial llegar a desarrollar ese tipo de intimidad y ese tipo de amistad que tengo desarrollado con Henry, para llegar a la pantalla".[19] Ella también describe a Clark Kent como la conexión de Lois Lane con la humanidad y dijo: "Puede que tenga algo de visión de túnel, pero tiene un trabajo y normas morales. [Cuando] la conocimos antes, ella haría cualquier cosa para conseguir la historia - ahora Clark ha inculcado algo de fe en la humanidad en ella. Su relación con Clark es lo más cercano que tiene a cualquier cosa basada en la fe, ¿Sabias? Aunque mudarse con Clark trae problemas".[20]
- Jeremy Irons como Alfred Pennyworth: El mayordomo de Bruce Wayne, jefe de seguridad y confidente de confianza. Irons describe su opinión sobre Alfred Pennyworth como "un Alfred bastante diferente de lo que hemos visto hasta ahora. Zack Snyder tenía unas vistas muy claras sobre lo que quería. Yo sólo diría que está más involucrado que lo que tal vez pueda estar un mayordomo".[21] Cuando se le preguntó qué hace a su Alfred diferente a los retratos anteriores, Irons dijo: "Zack Snyder, el director, quería crear un Alfred completamente diferente. Así que me sentí que no tenía que llevar ningún equipaje de los anteriores. Es una especie de reencarnación, si te gustaría. Tenía la sensación de que estaba creando mi propio Alfred, más de un hombre que en realidad puede hacer cualquier cosa si tiene que hacerlo".[22] De acuerdo a Irons, Alfred es "un poco de mono de grasa, y está muy involucrado en las decisiones que Bruce toma".[23] Sobre cómo Alfred sería en la película, Irons dijo: "Él tiene una historia interesante. Él es un hombre muy responsable. Es el tipo de hombre con el que creo que a cualquiera le gustaría estar casado. Él puede hacer todo: cambiar las bombillas, volar los puentes si tiene que hacerlo".[24]
- Laurence Fishburne como Perry White: El editor en jefe del Daily Planet y el jefe de Clark y Lois. Cuando se le preguntó acerca de su papel en la película, Fishburne dijo: "Yo estaba feliz de volver al personaje. Me puse muy emocionado cuando lo leí y vi lo que estaba en el centro de la película, que fue esta gran pelea entre estos dos titanes".[25] En el papel de Perry White en la película, Fishburne dijo: "Él está lidiando con el hecho de que su medio parece que va por el camino de los dinosaurios, así que esa es una posición difícil en donde estar", añadiendo, "la buena noticia es que tiene una gran reportera como Lois Lane y un nuevo gran reportero como Clark Kent que está interesado y hambriento de hacer el trabajo".[26] Al describir la relación de trabajo de Perry White con Lois Lane, Fisburne dijo: "Ella es mi niña favorita y mi hija problemática".[27] En su experiencia filmando y las interacciones de su personaje, Fishburne dijo: "En realidad fue sólo un par de días al principio con Lois, Clark y Perry. Y el resto era sólo yo con Lois, averiguar cómo llevarla a donde tenía que ir. Pero creo que las relaciones ya fueron establecidas muy bien en El Hombre de Acero."[28]
- Diane Lane como Martha Kent: La madre adoptiva de Clark. En su papel como la madre de Superman, Lane dijo: "Siempre dije que si tuviera un hijo que sería la prueba definitiva. Levantar a un buen hombre - hay algo noble en eso". Cuando se le preguntó en su experiencia trabajando con Zack Snyder en Batman vs Superman, Lane dijo que estaba impresionada por la imaginación de Snyder y agregó, "a quién le ofrece la oportunidad de traer esas cosas a la pantalla para millones de personas? Eso es tremendo. Es un honor y una carga, y no me puedo imaginar con esa carga".[29] En el apoyo de Martha Kent a su hijo Superman, Lane dijo: "Creo que ella le está recordando que tiene una elección", explicando más: "Él no tiene que ser llamado a este destino. Él realmente puede sentir el placer de tomar la elección".[30]
- Holly Hunter como June Finch: Una Senadora de los Estados Unidos de Kentucky que encabeza el argumento político sobre Superman y sus acciones. Al describir su experiencia al estar en la película, Hunter dijo: "Fue muy divertido ser parte de una gigante, enorme pieza de maquinaria, dirigida por Zack Snyder, que está a fondo en casa en ese mega ambiente. La mayoría de la gente tendría un colapso nervioso con ese tipo de presión, y está cautivado".[31] Cuando se le preguntó cómo participó en la película, Hunter dijo: "Zack me preguntó. Él vino a mí con una oferta, y yo estaba como: "Sí, eso sería divertido. Es divertido que se mezcla. Tengo escenas con Superman. Se ve fenomenal. Y ver a Ben y Henry juntos es bastante formidable".[32] Al actuar en una película de superhéroes, Hunter dijo: "Ser alguien que es como un friki del teatro que soy, puedo volver de vuelta a Esquilo y a Eurípides y a Sófocles. Ellos estaban escribiendo sobre los dioses y las diosas contra los humanos, y cómo los dioses podrían distorsionar, pervertido o ayudar a la gente a conseguir lo que quieren. Y así, para mí, esto no se sentía extranjero porque esa era la traducción que pasó para mí; ese fue mi filtro".[33] En las opiniones de su personaje sobre Superman, Hunter dijo: "¿Cuál es su problema con Superman? Ese poder absoluto corrompe absolutamente. Cuando el poder está actuando de forma autónoma, de forma simple sin legislación, sin límites, sin ley, excepto los que él considera en su propia mente, que puede ser perjudicial".[33] Al describir su carácter, Hunter dijo: "Pensé que, ya sabes, como senadora, ella trajo a la mujer al trabajo en la forma en que escuchó, en su curiosidad, en su capacidad de evaluar", agregando, "se sentía muy femenina para mí".[34]
- Gal Gadot como Diana Prince / Mujer Maravilla: Una guerrera amazónica inmortal que es la princesa heredera de Themyscira.[35] El traje de la mujer maravilla está hecho de poliuretano pintado de cromo, y usa sus envolturas de mano y arneses de espada.[8] Gadot describe a su personaje como alguien que tiene "muchas fortalezas y poderes, pero al final del día, ella es una mujer con mucha inteligencia emocional".[36] Al describir la compasión de la Mujer Maravilla, declaró: "Es todo su corazón, esa es su fuerza. Creo que las mujeres son increíbles por ser capaces de mostrar lo que sienten. Admiro a las mujeres que lo hacen". En sus pensamientos sobre retratar a la Mujer Maravilla, Gadot dijo: "Ya conoces a la Mujer Maravilla; ella es increíble. Me encanta todo lo que ella representa. Ella se trata de amor, compasión, verdad, justicia e igualdad, y ella es un montón de mujer. Para mí, era importante que la gente pueda relacionarse con ella". Describiendo su papel en la película, Gadot dijo: "En esta película se le da un vistazo a quién es la Mujer Maravilla - ella está siendo presentada en este universo de DC Comics. Pero estábamos hablando de sus puntos fuertes, su fachada, su actitud. ¿Por qué está actuando de la manera que es?" En la escena de batalla de la Mujer Maravilla con Doomsday, Gadot dijo: “recuerdo que después de que hiciésemos esa toma, Zack vino a mí y me dijo: "¿Acabas de tener una sonrisa?" "He dicho, Sí." 'Y él preguntó,' "¿Por qué? Creo que me gusta, ¿pero por qué? Bueno, si se va a meter con ella, entonces ella se va a meter con él. Y ella sabe que va a ganar." Al final del día, la Mujer Maravilla es un buscador de paz. Pero cuando llega la pelea, ella puede luchar. Ella es una guerrera y disfruta de la adrenalina de la pelea”.[37] Gadot también dijo "no quiero que la gente piense que es perfecta", explicando más, "ella puede ser traviesa".[38] En el casting de Gadot como Mujer Maravilla, Snyder dijo "la Mujer Maravilla es posiblemente uno de los personajes femeninos más poderosos de todos los tiempos y un personaje favorito de los fanáticos en el Universo DC. No sólo Gal es una actriz increíble, sino que también tiene esa mágica calidad que la hace perfecta para el papel".[39] Gadot se sometió a un estricto régimen de dieta y entrenamiento, practicando diferentes artes marciales, y ganó 17 libras de músculo para el papel.[40][41] A Gadot se le ofreció anteriormente el papel de Faora Hu-Ul en El hombre de acero, pero se negó porque estaba embarazada en ese momento; esto le permitió más tarde interpretar a la Mujer Maravilla en Batman vs Superman.[42]
- Tao Okamoto como Mercy Graves: Asistente de Luthor. En su papel en la película, Okamoto dijo: "Fue tan fascinante. Yo no tenía un gran papel de habla. Yo solía actuar como chicas atrevidas todo el tiempo como modelo, así que eso no era tan desafiante para mí. Pero lo he disfrutado mucho, siendo mala. He intentado ser mala".[43] En el casting de Okamoto, Snyder dijo "Tao es una presencia sorprendente cuya belleza es bien rivalizaba por sus increíbles habilidades como actriz. Estoy muy emocionado de que ella se una a nosotros en esta aventura".[44]
- Callan Mulvey como Anatoli Knyazev: Un terrorista ruso que trabaja para Luthor. En el casting de Mulvey en la película, Zack Snyder dijo: "Acabo de tener la buena fortuna de trabajar con Callan en 300: Rise of a Empire y estaba muy impresionado con su increíble talento", añadiendo aún más, "es un actor fantástico y estoy esperando tener la oportunidad de trabajar con él de nuevo".[45] En trabajar con Snyder de nuevo, Mulvey dijo "Zack es un visionario tan visionario, así que sé que va a ser un proyecto increíble. El talento como director aparte, a la gente realmente le encanta trabajar para Zack y estar en sus sets, lo que lo dice todo realmente".[46]
- Scoot McNairy como Wallace Keefe: Un empleado amputado de las empresas Wayne que quedó lisiado durante la destrucción de Metrópolis y hace responsable a Superman. McNairy describe a su personaje como un tipo de personaje que nunca ha interpretado antes y dijo que "entrar en esa cosa era definitivamente algo que tenía que envolver mi cabeza emocionalmente con el fin de interpretar a ese personaje".[47] Cuando se le preguntó si el personaje estaba siendo mantenido como una sorpresa hasta el lanzamiento de la película, McNairy dijo "no sé si lo diría necesariamente una sorpresa. Yo diría que es un personaje que se presta a la historia que se dice".[48] En sus pensamientos sobre estar en la película, McNairy dijo "Jugando en ese mundo con cómics que has estado leyendo desde que eras un niño, ser alguien en ese mundo, es asombroso".[49]

Robin Atkin Downes realizó la captura de movimiento y el trabajo de voz para la criatura monstruosa en el clímax de la película. Aunque el personaje no se menciona directamente, fue revelado más tarde como Doomsday. El papel se mantuvo bajo un secreto tan pesado que Downes no sabía a quién estaba interpretando hasta que el segundo tráiler fue lanzado. En su papel, Downes dijo que estaba orgulloso de ser parte de la película y expresó su admiración al ayudar a traer a Doomsday a la vida en Batman vs Superman: El Origen de la Justicia. Cuando se le preguntó por qué Doomsday fue elegido para estar en la película, Zack Snyder dijo "Para ir contra héroes como Batman y Superman, queríamos presentar a uno de los villanos más icónicos y poderosos del Universo DC", explicando más, "Él es esencialmente una fuerza imparable. Él plantea una amenaza real para el mundo dentro de la película". Snyder ha confirmado que Doomsday va a volver en el DCEU, diciendo "Bueno, tienes a Doomsday, ¿verdad? Él no se acaba de salir del suelo. Él tiene su propia mitología, ¿verdad? Así que hay que explorar". Downes ya había proporcionado anteriormente papeles de voz para varias películas de animación de DC, así como para los videojuegos de DC.
Adicionalmente, Jeffrey Dean Morgan y Lauren Cohan retratan a Thomas y Martha Wayne, los padres fallecidos de Bruce Wayne, Patrick Wilson retrata al presidente de los Estados Unidos en un papel de voz, y Michael Cassidy retrata a Jimmy Olsen, un agente de la CIA. Repitiendo sus papeles de El Hombre de Acero, Harry Lennix aparece como el secretario Calvin Swanwick, Christina Wren como la mayor Carrie Farris, Kevin Costner como Jonathan Kent, Rebecca Buller como Jenny Jurwich, Chad Krowchuk como Glen Woodburn, y Carla Gugino como la voz de la inteligencia artificial Kelor. El cadáver del General Zod también aparece en la película en un papel crucial; sin embargo, pese a ser acreditado Michael Shannon no filmó ninguna escena para la película y el cadáver fue creado usando el físico del modelo de fitness Greg Plitt y un molde de la cabeza de Shannon. Mark Edward Taylor retrata a Jack O'Dwyer, un Ejecutivo de Empresas Wayne.
Ezra Miller, Jason Momoa, y Ray Fisher aparecen como Barry Allen / Flash, Arthur Curry / Aquaman, y Victor Stone / Cyborg respectivamente en breves apariciones, lo que lleva a su inclusión en la película de la Liga de la Justicia. Joe Morton aparece en un papel como Silas Stone, el padre de Victor. El senador de los Estados Unidos Patrick Leahy hace un cameo como el senador Purrington mientras que la senadora Debbie Stabenow también hace un cameo como la Gobernadora de Nueva Jersey. Neil deGrasse Tyson, Soledad O'Brien, Anderson Cooper, Nancy Grace y Charlie Rose aparecen como ellos mismos. Jena Malone fue elegida como la científica de Laboratorios S T A.R. Jenet Klyburn, pero sus escenas fueron cortadas de la versión teatral, junto con los personajes del Hombre de Acero, Coburn Goss como el padre Leone y Joseph Cranford como Pete Ross; sin embargo, fueron restaurados para el lanzamiento doméstico, Ultimate Edition. El anfitrión del programa "Talk Show", Jon Stewart tiene un cameo en el corte extendido. Para establecer aún más la interconexión entre las películas del universo compartido, Chris Pine aparece en la foto de Diana Prince como Steve Trevor, papel que repite en Wonder Woman.

## Producción

### Desarrollo
En junio de 2013, se anunció que el director Zack Snyder y el guionista David S. Goyer regresarían para una secuela de El hombre de acero, que estaba siendo realizada por la vía rápida por Warner Bros. con el estudio considerando un estreno de la película en 2014. El mes siguiente, Snyder confirmó en la Convención Internacional de Cómics de San Diego que la secuela de El hombre de acero, ahora programada a estrenarse en 2015, tendría a Superman y Batman encontrándose por primera vez en un formato cinematográfico. Goyer y Snyder co-escribirían la historia, con Goyer escribiendo el guion, y Christopher Nolan participando en un papel de asesor como productor ejecutivo. Según Snyder, la película se inspirará en el cómic The Dark Knight Returns En noviembre de 2013, sin embargo, Snyder aclaró que la película no se basaría en la novela gráfica: «Si se hiciera eso, se necesitaría un Superman diferente. Estamos introduciendo a Batman en el universo en el que este Superman vive ahora». Batman v Superman marca la primera aparición de la Mujer Maravilla en una película de acción en vivo, lo que Warner Bros. había estado desarrollando ya desde 1996. En diciembre de 2013, Chris Terrio fue contratado para rescribir el guion, debido a los compromisos de Goyer en otros proyectos. Terrio había colaborado previamente con Affleck en Argo.
El título oficial de la película, Batman v Superman: Dawn of Justice, fue revelado en mayo de 2014. Snyder dijo que tener la "v" en el título en vez de "vs." era una forma «de que no sea una estricta película ‘versus’, incluso en la forma más sutil». Henry Cavill luego dijo, «Yo no la llamaría una secuela de Superman [...] Esto es Batman versus Superman. Es una entidad completamente separada. Está introduciendo al personaje Batman y expandiendo el universo, que fue impulsado por El hombre de acero». Forbes notó que, aunque la película se originó como una secuela de El hombre de acero, fue «renovada como un piloto secreto para la Liga de la Justicia y/o una eventual película independiente de Batman».
Hans Zimmer regresará para componer la banda sonora, enfatizando el desafío de no volver a usar los temas que estableció con el personaje Batman de la trilogía de Christopher Nolan. Junkie XL también colaborará en la música y compondrá el tema para Batman.

### Casting

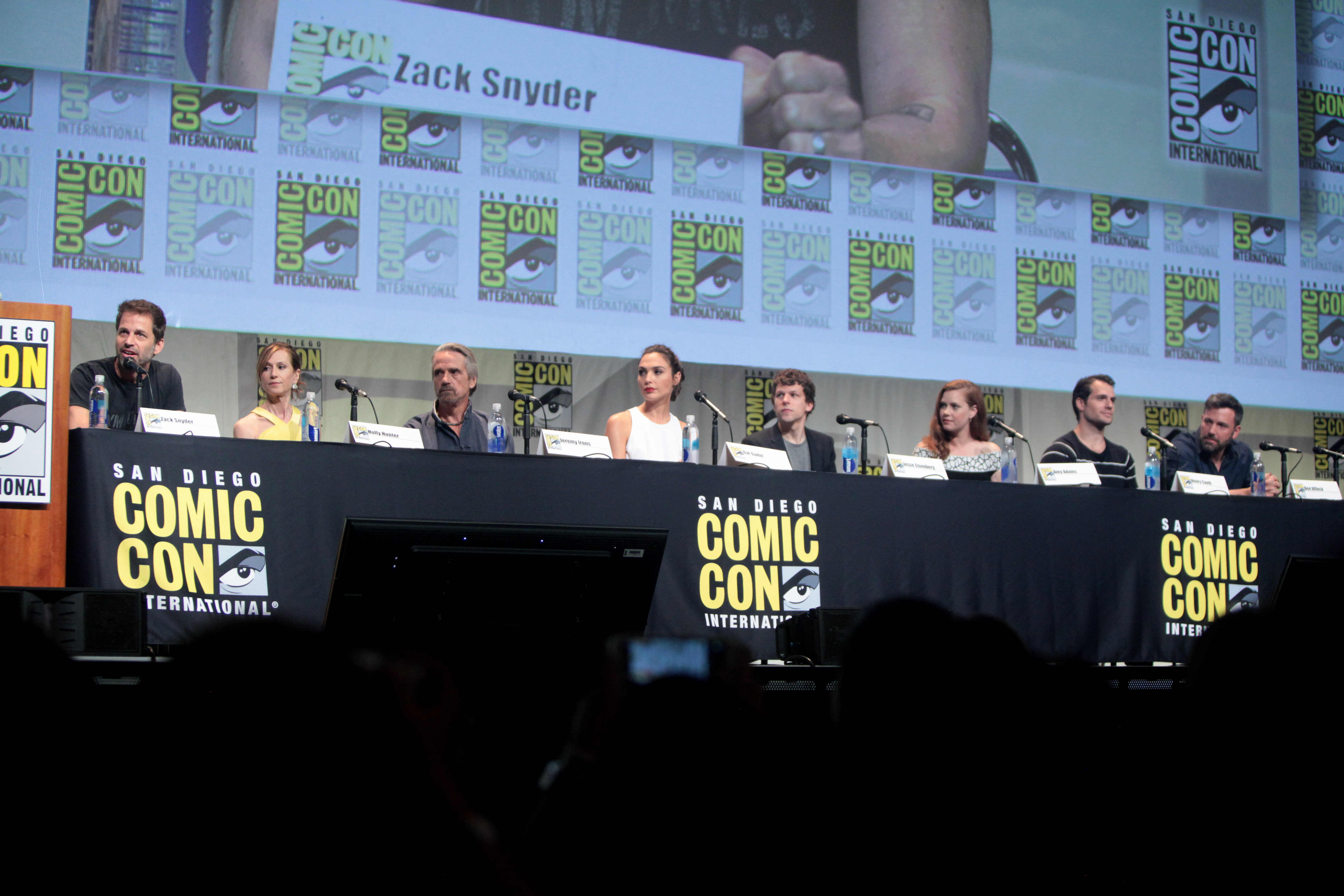
De izq. a der.: Zack Snyder (director), Holly Hunter, Jeremy Irons, Gal Gadot, Jesse Eisenberg, Amy Adams, Henry Cavill y Ben Affleck en la Comic-Con de San Diego de 2015.

Henry Cavill, Amy Adams, Diane Lane, Laurence Fishburne, Harry Lennix, Christina Wren y Michael Shannon repiten sus papeles de El hombre de acero. Uniéndose al reparto están Ben Affleck como Batman, Gal Gadot como la Mujer Maravilla, Jesse Eisenberg como Lex Luthor, Jeremy Irons como Alfred Pennyworth, Ray Fisher como Cyborg, Jason Momoa como Aquaman, Ezra Miller como Flash, Tao Okamoto como la asistente de Lex Luthor Mercy Graves. y Jena Malone como Jenet Klyburn. Scoot McNairy y Callan Mulvey han sido elegidos en roles indeterminados.
Dawn of Justice es la segunda película de Affleck como un superhéroe de cómic, él interpretó a Daredevil en la película homónima de 2003, y al principio estaba reacio a aceptar interpretar a Batman, citando que sentía «que no encajaba en el molde tradicional. Pero una vez que Zack me mostró el concepto, y que sería diferente a las grandes películas que Christopher Nolan y Christian Bale hicieron, pero seguiría con la tradición, yo estaba emocionado». Affleck dijo previamente en 2006 que Daredevil «me había inoculado de interpretar alguna vez a otro superhéroe». Snyder sintió que elegir a un Batman más viejo sería una yuxtaposición estratificada para un Superman más joven, que «lleva las cicatrices de un experimentado combatiente del crimen, pero retiene el encanto que el mundo ve en el multimillonario Bruce Wayne». Nolan participó en la elección de Affleck y fue el primer actor al que Snyder se acercó para el papel. El director también ha discutido el papel con Josh Brolin. Christian Bale admitió que quería interpretar a Batman otra vez después de The Dark Knight Rises de la trilogía de Nolan, aunque dijo que su Batman no pertenece a ninguna otra película y Warner Bros. nunca se acercó a él para interpretar el papel nuevamente.
Snyder comentó sobre la elección de Eisenberg como Luthor, «Tener a Jesse en el papel nos permite explorar esa interesante dinámica, y también tomar al personaje en algunas direcciones nuevas e inesperadas». Olga Kurylenko fue considerada para el papel de la Mujer Maravilla antes de que Gadot fuera elegida. El productor Charles Roven reveló que su encarnación de la Mujer Maravilla usaría el origen del personaje en Los Nuevos 52, en donde el personaje sería una semidiosa, y la hija de Zeus. Esto se desvía de los orígenes originales del personaje, donde era «una figura de arcilla traída a la vida por los dioses». Dawn of Justice es el debut en cine de Ray Fisher, y la primera película de acción en vivo en tener a Cyborg, cuyo papel se hará más significante en futuras películas de DC Comics. También es el debut en cine de acción en vivo de Aquaman.
La elección de Affleck causó una significante reacción negativa de los fanes de los cómics, con múltiples peticiones en línea demandando que se le retire el papel; al contrario de los anteriores intérpretes de Batman, él no era considerado lo suficientemente intimidante para el papel por los protestantes. A través de las redes sociales, los aficionados criticaron la figura pequeña de Gadot en contraste a la figura de guerrera de la Mujer Maravilla en los cómics. Respondiendo a esto, Gadot dijo que ha estado participando en varios regímenes de entrenamiento para lograr un cuerpo que se asemeje más al material original. Los fanes criticaron la elección de Eisenberg como Lex Luthor, sintiendo que el entonces treintañero era muy joven para el papel, no lo suficientemente imponente físicamente y no es igual a su apariencia del personaje en los cómics.

### Diseño
Michael Wilkinson repite su papel como diseñador de vestuario. Él actualizó el traje de Superman de El hombre de acero ligeramente para que «se sienta fresco y adecuado para esta entrega del universo de cómic de Zack Snyder». El primer batitraje que aparece en la película está inspirado en el que se ve en The Dark Knight Returns; al contrario de los trajes vistos en películas de acción en vivo de Batman anteriores, este está hecho de tela en vez de armadura. Una imagen del traje de la Mujer Maravilla se reveló en la Comic-Con de San Diego 2014, en la cual el traje desatura los colores rojo, azul y dorado que están en el traje de la mayoría de las versiones del personaje. Un segundo batitraje fue también revelado en la Comic-Con, y al contrario del primero, es una armadura. El aspecto de Aquaman en esta película, al contrario de la mayoría de las versiones del personaje, que lo muestran en un traje de buceo verde y naranja brillante, lo muestra "tatuado con patrones de aspecto maorí", y usando un traje «ataviado con tonos de oro, negro y armadura de plata».

### Rodaje
En septiembre de 2013, Larry Fong se unió al equipo como director de fotografía después de haber trabajado con Snyder previamente en 300, Watchmen y Sucker Punch. Inicialmente el rodaje comenzó el 19 de octubre de 2013, en East Los Angeles College para rodar un juego de fútbol americano entre la Universidad de Ciudad Gótica y su rival la Universidad Estatal de Metrópolis. Al final del mes, inició la construcción en la granja Kent vista en El hombre de acero para la película. La fotografía principal involucrando al reparto principal de la película comenzó el 19 de mayo de 2014, en Detroit, Míchigan, con escenas con Gal Gadot como Diana Prince siendo rodadas el 16 de mayo. El rodaje adicional comenzó en Chicago, Illinois en noviembre de 2014. Entre las otras locaciones se encontraron los Michigan Motion Picture Studios, el Eli and Edythe Broad Art Museum en la Universidad Estatal de Míchigan, Yorkville, Illinois y Nuevo México. Algunas secuencias de la película, incluyendo una escena retratando el asesinato de los padres de Bruce Wayne, fueron rodadas usando cámaras IMAX. Las tomas previstas en Marruecos se trasladaron a Nuevo México debido a incidentes vinculados a la epidemia de ébola de 2014-2015. La fotografía principal finalizó en diciembre de 2014.

### Música
Hans Zimmer compuso la música de la película, haciendo hincapié en un reto para no volver a utilizar los temas que él estableció con el personaje de Batman de la trilogía de Christopher Nolan. Junkie XL, que proporcionó música adicional para la banda sonora del El hombre de acero, también regresó para esta película, ayudando a componer el tema de Batman. Originalmente, Zimmer contrató a Junkie XL para componer el material de Batman, con planes de que Zimmer se centrará únicamente en el de Superman, pero el tema final de Batman fue escrito por ambos compositores como una colaboración. Zimmer señaló que había problemas significativos en la búsqueda de un nuevo ángulo desde el que cuentan la historia y después del estreno de la película, Zimmer anunció que se retiró del cine de superhéroes. La banda sonora de la película fue lanzada el 18 de marzo de 2016 por WaterTower Music.

## Estreno
El estreno mundial de la cinta fue el 19 de marzo en el Auditorio Nacional de la Ciudad de México ante 10 000 espectadores, seguido de un segundo estreno el día 20 en la Ciudad de Nueva York. Batman v Superman: Dawn of Justice estuvo programada a estrenarse en México el 24 de marzo en los cines mexicanos, y en los Estados Unidos y el Reino Unido el 25 de marzo de 2016, en 3D. En enero de 2014, Warner Bros. anunció que la película había sido retrasada de su fecha de estreno original el 17 de julio de 2015, y movida al 6 de mayo de 2016, para darle a los cineastas «tiempo para realizar plenamente su visión, dada la compleja naturaleza visual de la historia. La decisión se tomó luego del desplazamiento del inicio de la producción al segundo trimestre de este año». La fecha de estreno fue movida una vez más en agosto de 2014 del 6 de mayo de 2016 al 25 de marzo de 2016, con un conocedor de Warner Bros. diciendo que el estudio no se acobardó respecto a que la fecha de estreno inicial de la película sea el mismo día que Capitán América: Civil War de Marvel Studios, pero que marzo de 2016 era un «pasadizo fantástico» para ellos. En la Licensing International Expo 2015, Warner Bros. Consumer Products anunció que se aliarán con Mattel, Lego, Rubies, Thinkway Toys, Junkfood, Bioworld y Converse, para vender mercadería relacionada con la película.

### Versión Doméstica
Un corte extendido de la película apodado "Ultimate Edition" fue lanzado en plataformas de medios domésticos, junto con el corte teatral. Esta versión recibió una calificación R de la Motion Picture Association of America, por contener más violencia que el corte teatral, calificado PG-13, y es más larga por 31 minutos. Con el lanzamiento de "Ultimate Edition", que era la versión original del director de la película antes de la edición adicional, los críticos notaron que la película probablemente habría sido mejor recibida con el metraje adicional. Ben Kendrick, de Screen Rant, declaró que si bien era más "inteligible", la representación de los personajes no se "cambió fundamentalmente" y "para los espectadores a los que no les gustaba Man of Steel o Batman v Superman por razones más importantes, como el tono, el enfoque y la caracterización más oscura de los héroes más icónicos de DC, Ultimate Edition es solo una versión más larga ... de una película que ... probablemente seguirá siendo divisiva, incluso si el producto final es una película mejor". Phil Owens de TheWrap lo calificó como una mejora con respecto al corte original, escribiendo, "He aquí que de alguna manera Batman v Superman: Dawn of Justice se ha convertido en algo que se acerca a una película funcional. En el proceso, solo hace que el corte original sea aún más inexplicable y terrible".
La película debutó en primer lugar en la lista de ventas de videos domésticos para la semana que terminó el 24 de julio de 2016. Para el 19 de enero de 2019, había obtenido $23,459,433 millones en ventas de DVD y $58,914,620 millones en ventas de Blu-ray, por un total estimado de $82,374,053 millones.
A pesar de haber sido filmado parcialmente en IMAX y estrenada en los cines en 1.43: 1 y 1.90: 1, el lanzamiento de Blu-ray solo presentó la relación de aspecto fija de 2.39: 1 que se usó para proyecciones que no eran IMAX. Sin embargo, el 12 de diciembre de 2020, Snyder reveló que está trabajando para restaurar la proporción IMAX de la película para un próximo lanzamiento, en 2021. El 23 de marzo del 2021 se lanzó la nueva versión de esta película en formato IMAX del Ultimate Edition.

## Recepción

### Taquilla
La película recaudó USD 166 millones en América del Norte en su primer fin de semana, el séptimo mejor estreno de todos los tiempos en la región, por delante de los USD 160,9 millones The Dark Knight Rises. La película tuvo una apertura mundial de USD 422,5 millones, que se erige como el mejor estreno para una película de superhéroes, el segundo más grande para Warner Bros. y el cuarto más grande de todos los tiempos. Se convirtió en la cuarta película en tener una apertura global por encima de USD 400 millones. También tuvo una apertura de fin de semana IMAX total de USD 36 millones en 945 pantallas IMAX, la tercera mayor de la historia, detrás de Star Wars: Episodio VII - El despertar de la Fuerza (USD 48 millones) y Jurassic World (USD 44 millones). Sin embargo, tanto dentro como fuera de la Estados Unidos, Batman v Superman: Dawn of Justice experimentó una notable mala retención de viernes a domingo y estableció un nuevo récord para la peor caída de viernes a domingo para un estreno de película de superhéroes en la historia moderna de taquilla con una disminución de 58%, que anteriormente le pertenecía 4 Fantásticos. Debido al fuerte estreno de USD 422,5 millones que tuvo la película, Warner esperaba una taquilla final entre USD 1300 millones de dólares.
En su segundo fin de semana, Batman v Superman: Dawn of Justice experimentó una caída de taquilla "histórica", con un descenso en viernes de 81,2% que era "una de las más grandes caídas de viernes a viernes que cualquier superproducción haya sufrido nunca", y un descenso general de "68,4%" para el fin de semana a pesar de no "enfrentarse a cualquier gran competencia en la taquilla", por lo que es la segunda mayor caída para un título de superhéroes rivalizado solamente por Hulk de 2003. Brad Brevet, escribiendo para Box Office Mojo informó, "parece que Batman v Superman estaba esperando una caída en cualquier lugar entre 58-68% y terminó de instalarse en el lado equivocado de esas expectativas". Scott Mendelson, escribiendo para Forbes, dijo sobre la disminución de la película en la taquilla, "sea o no que la película sea buena, y si es que o no el público responde a la película, se mide mejor por el segundo y tercer fin de semana... Sí, todavía estamos hablando de USD 15,35 millones a un segundo viernes y USD +50 para el segundo fin de semana, pero en términos de regreso, por desgracia, no parece que esta película tuviera ninguno". Siguiendo esta tendencia, en su tercer fin de semana la película se redujo en un 54,3%, ante lo cual Brad Brevet, en un seguimiento de Box Office Mojo, llegó a la conclusión de que "las piernas/regresos (legs) en este caso están demostrando ser bastante cortas".
Con un presupuesto de producción de USD 268 millones, luego de los descuentos e incentivos fiscales y un presupuesto de marketing de alrededor de USD 150-160 millones, Variety estima que la película necesita ganar USD 800 millones para recuperar su inversión y teniendo en cuenta los costes y la necesidad de poner en marcha una serie de películas futuras, "cualquier cosa menor de USD mil millones en taquilla total en todo el mundo será una decepción". En las semanas previas al estreno de la película, la venta de entradas anticipadas superaron a The Dark Knight Rises, The Avengers y Furious 7. A escala mundial, se estima que recaudo entre USD 300-340 millones en más de 35 000 cines en su primer fin de semana. Sobrepasó la marca de USD 50 millones en la venta de entradas IMAX en su segunda semana, recaudando un total de USD 53,4 millones en 571 pantallas IMAX. Ya en el 20 de abril de 2016, Batman v Superman: Dawn of Justice había recaudado USD 314 millones en América del Norte y USD 521,1 millones en otros territorios para un total mundial de USD 835,1 millones, lo que la ubica como la segunda película con mayor recaudación de 2016, solo detrás de Zootopia.

### Estados Unidos y Canadá
Tras los informes de ventas anticipadas de entradas tanto en Estados Unidos y Canadá el 29 de febrero, muchos conocedores y analistas predijeron una recaudación en el fin de semana de apertura entre USD 120-140 millones para Batman v Superman: Dawn of Justice, con algunos estipulando una cifra tan alta como USD 185 millones. Sin embargo, internos de Warner Bros. fueron más conservadores en sus estimaciones que se proyectaron en el rango más bajo de USD 110 millones. De acuerdo con Deadline.com, un analista de estudio de taquilla rival no revelado indicó que si la película estaba realmente dando vueltas en conjunto con The Dark Knight Rises, entonces Batman v Superman: Dawn of Justice podría estar esperando una recaudación en debut con más de USD 180 millones. La película también se convirtió en el film de superhéroes superior en preventa de entradas anticipadas en el servicio Fandango que este haya recibido jamás, superando a The Dark Knight Rises y Avengers: Age of Ultron, lo que representa el 90% de la venta de entradas de fin de semana del sitio web. Una encuesta realizada demostró que la introducción de Wonder Woman era un atracción principal para los cinéfilos. La preventa recaudó alrededor de USD 20-25 millones en entradas anticipadas. Batman v Superman: Dawn of Justice obtuvo USD 27,7 millones en el preestreno jueves en alrededor de 3800 salas de cine, que es el más grande de 2016 hasta ahora, el más grande de un preestreno en fin de semana de Pascua, la segunda más grande para una película de superhéroes (detrás de The Dark Knight Rises), y el séptimo más grande de todos los tiempos, de los cuales USD 3,6 millones corresponden a proyecciones IMAX, también un nuevo récord para un fin de semana de Pascua. el público consultados por CinemaScore le otorgó a la película una calificación promedio de "B" en un escala de entre A+ hasta F. Obtuvo una calificación "B-" del público masculino, "B" del público femenino, "B" de aquellos menores de 25 años y "B-" de los mayores de 25.
En su día de apertura, ganó USD 81,59 millones de 4242 salas de cine, incluyendo proyecciones preestrenos, marcando el mejor día de un estreno de pre-verano de todos los tiempos en esa región, la segunda mayor apertura de una película de superhéroes en viernes y el cuarto más grande en el primer día además del cuarto más grande en un solo día, con USD 9 millones provenientes de proyecciones IMAX. Sin incluir las proyecciones preestreno de los jueves, que recaudó USD 53,89 millones el viernes, que es el quinto más grande jamás registrado. Decayó 37,8% el sábado, que es la segunda peor apertura de una película de superhéroes en "viernes-a-sábado", solo por detrás de la caída de 40% que sufrió The Dark Knight Rises. En total, recaudó USD 166 millones para su primer fin de semana, estableciendo nuevos récords como mejor estreno en marzo y mejor estreno previo a la temporada de verano en esa región, el mejor estreno en Pascua, el segundo mejor estreno para una producción de Warner Bros., el mayor estreno para una propiedad intelectual de DC Comics, y el séptimo mejor estreno de todos los tiempos. Por el contrario, la película tiene el récord de la peor caída de viernes a domingo para una película de superhéroes con un descenso del 58%, eclipsando el récord de disminución anterior de 48%, ostentado por los 4 Fantásticos en 2015. IMAX compuso 11% o USD 18 de millones de la recaudación bruta en el fin de semana 388 salas de cine, que es el quinto más grande de todos los tiempos (un récord que comparte con Avengers: Age of Ultron) y las proyecciones 3D representaba 40% (USD$ 68 millones) del total de ventas de entradas. RealD 3D compuso USD 47 millones de la recaudación bruta en el estreno. Grandes formatos prémium generaron USD 17,6 millones (10%), con USD 3,6 millones de los que procedan de auditorios Cinemark XD de 475 cines.
Después de su primer fin de semana récord, registró el mayor lunes de un mes de marzo con USD 15,05 millones, una caída del 55% de su ingreso bruto en domingo. Esto rompió el récord anterior de USD 10,8 millones de Los juegos del hambre, y también el mejor martes marzo con USD 12,2 millones. Recaudó USD 209 millones en su primera semana completa que se sitúa como la undécima mayor semana de estreno de todos los tiempos y superó el total recaudado en proyecciones de Batman Begins. A pesar de ganar USD 15,35 millones en su segundo viernes, la película se redujo un 81,2% y rompió el récord de la mayor caída de viernes a viernes para una película adaptación de cómic, no incluyendo USD 27,7 millones en las proyecciones preestreno que representó un descenso aún mayor. Cayó en picado por 69,1% en su segundo fin de semana, ganando en total USD 51,3 millones de 4256 salas de cine (una adición de 14 cines), debido a las reseñas negativas y el boca a boca mixto, estableciendo para sí misma el récord infame como la séptima mayor caída para una película adaptación de superhéroe/cómic y la caída más pronunciada desde el -69% publicado por X-Men Origins: Wolverine en 2009, a pesar de enfrentar poca o ninguna competencia importante en cartelera o nuevos estrenos igual de masivos y que tenía el beneficio adicional de un 30% de escuelas K-12 sin actividad, y el 9% de los colegios en vacaciones, según comScore. La fuerte caída también marca la cuarto mayor para una película que recaudo USD 100 millones en su estreno inicial (empatando con The Twilight Saga: Breaking Dawn - Part 2). En su tercer fin de semana fue superada por la comedia The Boss después de caer 54% con USD 23,3 millones.

### Fuera de Estados Unidos y Canadá
A nivel internacional, se proyectaba que la apertura recaudaría entre USD 180-200 millones; sin embargo, Deadline.com señaló que estas cifras eran solamente predicciones iniciales que están vinculadas a las recaudaciones de películas similares en sus respectivos territorios. Se estrenó el miércoles 23 de marzo de 2016 en 10 países, ganando USD 7 millones, donde debutó en el primer puesto en todos los mercados en aproximadamente 5900 pantallas. Se estrenó en 38 países más el 24 de marzo, ganando USD 33,1 millones en 19700 pantallas para un total de dos días con USD 44 millones en 45 países. El viernes 25 de marzo, finalmente se estrenó en sus últimos 17 países, donde recaudaron un total de USD 67,2 millones, para un total en tres días con USD 115,3 millones de 62 países en más de 30000 pantallas. Hasta el domingo 27 de marzo, había obtenido un total de apertura de fin de semana de USD 256,5 millones de 66 países en más de 40000 pantallas, que se erige como el mayor primer fin de semana de todos los tiempos para una película de superhéroes, la mayor apertura registrada en un mes de marzo, el segundo mayor estreno para Warner Bros. y el quinto mayor estreno internacional jamás visto. Esto incluyó el segundo mayor registro de estreno en IMAX de USD 18 millones, solo por detrás de Jurassic World (USD 23,5 millones). En salas 3D representó el 59% o USD$ 149,86 millones de los ingresos brutos en fin de semana liderado por China (98%), Alemania (88%), Brasil (81%), Rusia (55%) y Francia (51%). Al igual que en América del Norte, la película fue testigo de un tremendo descenso en su segundo viernes a nivel internacional, cayendo de 72% a USD 19,2 millones de 67 países con el mayor descenso en Reino Unido (77%) y China (87%), y decayó en general un 66% a USD 85,25 millones en su segundo fin de semana en 28 000 cines de 67 países. Encabezó como el primer puesto de la lista de taquilla durante tres fines de semana consecutivos.
En México, tuvo en el país el mayor día de apertura para una película de Warner Bros. y el segundo más grande de todos los tiempos, con USD 5,8 millones, incluyendo proyecciones de medianoche que superaron los récords previos. También se adjudicó el mayor día registrado para una apertura de todos los tiempos en Brasil (USD 3,5 millones) y el día de la apertura más grande para una película de superhéroes en Alemania (USD 2,8 millones). Por otra parte, se estrenó en Reino Unido e Irlanda (USD 9 millones), Australia (USD 2,5 millones), India (USD 2,54 millones), Rusia (USD 1,9 millones), Corea del Sur (USD 1,7 millones), Japón (USD 1,2 millones), los Estados Árabes Unidos y Hong Kong (USD 1,1 millones, respectivamente). En China, recaudó USD 21,22 millones en su primer día, incluyendo alrededor de USD 1,34 millones del valor de las proyecciones preestrenos, que es allí el mayor de día de estreno para una película de Warner Bros. y el sexto mejor día de estreno para una producción de Hollywood de todos los tiempos. Sin embargo, otras fuentes chinas tienen el estreno de la película con una recaudación alrededor de USD 20 millones. En términos de la apertura de los fines de semana, los mejores estrenos se registraron en China (USD 57,2 millones), Reino Unido e Irlanda (USD 20,7 millones), México (USD 18,2 millones), Brasil (USD 12 millones), Corea del Sur (USD 10,2 millones), Australia (USD 9,9 millones), Francia (USD 8,6 millones), Alemania (USD 8,1 millones), Rusia (USD 7,7 millones), India (USD 6,6 millones), España (USD 6,1 millones) y Japón (USD 4,5 millones). Rompió todos los récord de estrenos en Brasil y los récords de un estreno de Warner Bros en México, Hong Kong, India, Malasia, Singapur, Vietnam, Argentina, Bolivia, Chile, Colombia, Perú, Puerto Rico y Venezuela. En Reino Unido e Irlanda, que se benefició del largo fin de semana de días festivos por Pascua, y a pesar de una bolsa claramente mixta de reseñas en la prensa de Reino Unido, se ha publicado una apertura de £ 14,62 millones o USD 20,7 millones de 612 salas de cine, un récord para el 2016 hasta ahora y para un título de superhéroes en viernes directamente a domingo, pero no alcanzó a igualar a The Avengers y Avengers: Age of Ultron, En cuando al recuento de las proyecciones preestrenos. En Japón, se estrenó alcanzando el tercer lugar, detrás de dos películas locales, Ansatsu Kyōshitsu: Sotsugyō-hen y Doraemon y el nacimiento de Japón. En Corea del Sur, se anotó como el mayor estreno de marzo después de su apertura de un martes y dominando el 68,3% de la cuota de mercado con USD 10,2 millones. En China, después de registrarse como el mayor estreno de una producción de Hollywood en viernes (detrás de Transformers: la era de la extinción), obtuvo un estimado de USD 57,2 millones de aproximadamente 16000 salas de cine en su primer fin de semana, superando a todos los demás película adaptaciones cinematográficas de DC Comics con solo su recaudación de fin de semana, a excepción de El hombre de acero, y le dio a Warner Bros. su apertura de tres días más grandes allí en esa región con USD 7 millones provenientes de 557 salas IMAX. Sin embargo, la cifra de apertura decayó muy por debajo de las proyecciones de los analistas que estimaban USD 70-80 millones. Se mantuvo en el primer lugar de la taquilla por su solo los primeros de siete días, después de lo cual se enfrentó a competencias más sólidas de las producciones locales, y cayó drásticamente a partir de entonces en acumular ingresos. Como resultado, descendió al tercer lugar en su segundo fin de semana después de haber caído enormemente en un 78% a USD 12,7 millones, un nuevo récord un tanto infame establecido para una película de superhéroes.
Se convirtió en la película de Warner Bros. con mayor recaudación de todos los tiempos en India, Indonesia, Malasia, Filipinas y Vietnam. También recaudó USD 100 millones en los mercados de América Latina, por lo que la segunda película más taquillera de Warner Bros. para esta región. En los ingresos totales, sus mayores mercados fuera de América del Norte fueron China (USD 95 millones), que los analistas creen que no cruzará más de USD 100 millones allí, seguido de Reino Unido (USD 51,6 millones), México (USD 35,7 millones) y Brasil (USD 31,7 millones).

### Respuesta crítica
Batman v Superman: Dawn of Justice ha recibido generalmente reseñas negativas por parte de los críticos cinematográficos,
y mixtas por parte de los espectadores. El sistema de reseñas añadidas del sitio web Rotten Tomatoes reportó un índice de aprobación del 27% basado en 404 reseñas, con una calificación promedio de 4,9/10. El consenso crítico del sitio indica, "Batman v Superman: Dawn of Justice ahoga una potencialmente poderosa historia — y algunos de los superhéroes más emblemáticos de Estados Unidos — en un torbellino sombrío de acción impulsada por efectos especiales". Metacritic, que asigna un promedio ponderado de reseñas críticas, dio a la película una puntuación media de 44 sobre 100, basado en 51 reseñas.
BBC News informó que, "la película había sido ampliamente elogiada por los fans después de su primera proyección en Nueva York la semana pasada. Pero los críticos cinematográficos no han sido tan positivos sobre la película tan esperada". Lindy West en The Guardian la describió como "153 minutos de un hombre adulto haciendo chocar dos muñecos entre ellos", preguntándose "¿acaso la definición de 'película' ha cambiado de 'historia de imágenes en movimiento que un ser humano escribió a propósito' a '700 viñetas grises y rojas de 12 segundos solo tangencialmente relacionadas'?". A. O. Scott, de The New York Times escribió:" ¿El punto de Batman v Superman no es diversión, y tampoco es racional. Es obediencia. La teología se invocada... para reforzar a un espectáculo de poder. Y de esa forma la película sirve como una metáfora de sus propias aspiraciones. las empresas que producen películas como esta, y los escritorzuelos 
ambiciosos que se alistan para hacerlas, no tienen ningún motivo evidente más allá de su propio engrandecimiento". Escribiendo para The Telegraph, Robbie Collin llamó a la película "sin sentido del humor" y "la superproducción más incoherente en los últimos años". Cynthia Fuchs de PopMatters dijo: "Mientras usted está viendo esta película, también se podría contemplar su propio rol, en estar dejándose llevar en consumir gran parte de lo que usted ya ha consumido antes". Agregando, "Wonder Woman permanece como la historia más convincente de Batman v Superman, precisamente porque no es contada". Matt Parches de Thrillist Media Group escribió "lo que Batman v Superman puede hacer, lo hace, a costa de la coherencia y la emoción. La película es 'alocada como mierda de murciélago' (NdT: bat-shit crazy). Una actitud desdeñosa severa, además de una gula por los complejos giros del argumento, disipan la mayor parte del alto contacto". Michael Philips de Chicago Tribune escribió: "un estorbo casi total, Batman v Superman: Dawn of Justice se produce como una nueva versión libre no oficial sobre The Odd Couple pero producido con un cuarto de mil millones de dólares, en la cual Oscar y Felix están, literalmente, tratando de matarse el uno al otro". En su podcast Hollywood Babble-On, director de cine Kevin Smith, amigo de mucho tiempo y colaborador de Affleck, elogió la actuación de Affleck, pero criticó a la película, al comentar que "no tenía realmente un corazón" y "carecía de sentido del humor", argumentando que "parece que hay una falta fundamental de comprensión de lo que estos personajes se tratan. Es casi como si Zack Snyder no hubiera leído un montón de cómics, sino que leyó un solo cómic alguna vez, y ese hubiera sido Batman: The Dark Knight Returns, y su parte favorita fuera la última parte en la que Batman y Superman pelean". En una segunda reseña, sin embargo, Smith a través de su Instagram aligeró su postura.
Por el contrario, David Betancourt de The Washington Post y Scott Mendelson de Forbes alabaron el espectáculo visual de la película y las actuaciones de Affleck, Gadot, Irons y Hunter, aunque Mendelson también llamó a la película "un desastre total de personajes ligeramente esbozados, argumento desordenado y acción sorprendentemente confusa". Peter Travers de Rolling Stone señaló a la película "mejor que El hombre de acero, pero por debajo de la barra fija establecida por The Dark Knight de Nolan, y agregó que "Dawn of Justice sigue siendo un coloso, la cosa de la que los sueños de DC Comics están hechos para ese niño en todos nosotros que anhela ver a Batman y Superman alistarse y salir a matar". Jake Coyle de Associated Press escribió, "no hace daño con el momento cinético de Mad Max: Fury Road ni el salto relativamente ágil de una película de Marvel, sino que con una grandeza operística que a veces vale la pena y a veces no". Mark Hughes de Forbes llamó "la continuación de The Dark Knight que muchos de los espectadores y fans querían o esperaban", añadiendo que es "visualmente impresionante, con una narración emocional de gran alcance y un espectáculo de acción impresionante". Andrew Barker de Variety dijo que "como un espectáculo visual puro... Batman v Superman sopla hábilmente las bisagras de las puertas multiplex". Charles Koplinski de Illinois Times lo llamó "una toma inquietante, pero aún más importante inteligente forma de llevar figuras seminales de nuestra mitología de la cultura popular del siglo XX, una película que a la vez rinde homenaje a las raíces de estos personajes al tiempo que ofrece encarnaciones modernas de ellos que parecen apropiados para nuestros tiempos". Nicolas Barber de BBC dijo que la película es "una épica de cuatro estrellas", alabando la actuación de Affleck como Batman y la grandeza visual de la fotografía de Fong. Jordan Hoffman de The Guardian, dio una reseña ambivalente; criticó especialmente el "guion extremadamente pésimo", pero admitió que "hay un montón de momentos... que funcionan" y alabó las actuaciones de Affleck y Gadot, llamando a Gadot en su papel de Wonder Woman como lo mejor de la película.
Las audiencias de CinemaScore le dieron al filme una puntuación promedio de "B" en una escala de A+ a F, mientras que en el sitio IMDb los usuarios le han dado una puntuación de 6.6/10, sobre la base de más de 375 000 votos. En SensaCine ha recibido una aprobación de 4.4/5.

### Premios y nominaciones
| Año  | Ceremonia                       | Categoría                                   | Nominado (s)                       | Resultado |
| ---- | ------------------------------- | ------------------------------------------- | ---------------------------------- | --------- |
| 2016 | Teen Choice Awards              | Película Elegida – Ciencia Ficción/Fantasía | Batman v Superman: Dawn of Justice | Nominado  |
| 2016 | Teen Choice Awards              | Actor Elegido – Ciencia Ficción/Fantasía    | Ben Affleck                        | Nominado  |
| 2016 | Teen Choice Awards              | Actor Elegido – Ciencia Ficción/Fantasía    | Henry Cavill                       | Nominado  |
| 2016 | Teen Choice Awards              | Actriz Elegida – Ciencia Ficción/Fantasía   | Amy Adams                          | Nominada  |
| 2016 | Teen Choice Awards              | Película Elegida: Beso                      | Henry Cavill y Amy Adams           | Nominados |
| 2016 | Teen Choice Awards              | Película Elegida: Villano                   | Jesse Eisenberg                    | Nominado  |
| 2016 | Teen Choice Awards              | Película Elegida: Estrella Revelación       | Gal Gadot                          | Nominado  |
| 2016 | Golden Trailer Awards           | Póster Original                             | Batman v Superman: Dawn of Justice | Ganador   |
| 2017 | Nickelodeon Kids' Choice Awards | Película favorita                           | Batman v Superman: Dawn of Justice | Nominado  |
| 2017 | Nickelodeon Kids' Choice Awards | Actriz de película favorita                 | Amy Adams                          | Nominada  |
| 2017 | Nickelodeon Kids' Choice Awards | Actor de película favorita                  | Ben Affleck                        | Nominados |
| 2017 | Nickelodeon Kids' Choice Awards | Actor de película favorita                  | Henry Cavill                       | Nominado  |
| 2017 | Nickelodeon Kids' Choice Awards | Patea traseros favorito                     | Ben Affleck                        | Nominado  |
| 2017 | Nickelodeon Kids' Choice Awards | Patea traseros favorito                     | Henry Cavill                       | Nominado  |
| 2017 | Nickelodeon Kids' Choice Awards | Ami-enemigos favorito                       | Henry Cavill y Ben Affleck         | Nominado  |
| 2017 | Premios Golden Raspberry        | Peor película                               | Charles Roven y Deborah Snyder     | Nominado  |
| 2017 | Premios Golden Raspberry        | Peor director                               | Zack Snyder                        | Nominado  |
| 2017 | Premios Golden Raspberry        | Peor guion                                  | Chris Terrio y David S. Goyer      | Ganador   |
| 2017 | Premios Golden Raspberry        | Peor actor                                  | Ben Affleck                        | Nominado  |
| 2017 | Premios Golden Raspberry        | Peor actor                                  | Henry Cavill                       | Nominado  |
| 2017 | Premios Golden Raspberry        | Peor actor secundario                       | Jesse Eisenberg                    | Ganador   |
| 2017 | Premios Golden Raspberry        | Peor pareja en pantalla                     | Henry Cavill y Ben Affleck         | Ganador   |
| 2017 | Premios Golden Raspberry        | Peor remake, plagio, precuela o secuela     | Batman v Superman: Dawn of Justice | Ganador   |

## Futuro
Batman v Superman: Dawn of Justice aceleró un universo compartido con personajes de DC Comics. Warner Bros. tenía planeado una película de la Liga de la Justicia en 2008 con George Miller como director, pero fue cancelada y el estudio decidió hacer un reboot con El hombre de acero en su lugar.
Poco después del fin del rodaje de El hombre de acero en junio de 2012, Warner Bros. contrató a Will Beal para hacer el guion de una nueva película de la Liga de la Justicia. Beall fue reemplazado por Goyer luego del estreno de El hombre de acero y en abril de 2014 se anunció que Zack Snyder continuaría como director de Justice League. Chris Terrio reemplazó a Goyer como guionista, mientras Henry Cavill, Ben Affleck, Gal Gadot, Jason Momoa, Ezra Miller y Ray Fisher repetirían sus papeles. En octubre de 2014, se anunció que Justice League sería una película de dos partes, con Snyder dirigiendo ambas partes. La segunda película estaba programada a estrenarse en 2019, pero posteriormente se retrasó para acomodar el estreno de The Batman. En mayo de 2017, Zack Snyder abandonó el proyecto tras la muerte de su hija y Joss Whedon continuó el trabajo.
En octubre de 2017, J. K. Simmons declaró que el estudio estaba trabajando en el guion de la secuela, junto con The Batman.
Justice League fue estrenada el 17 de noviembre de 2017. Poco después del estreno, Henry Cavill declaró que tenía un contrato con Warner Bros. para interpretar a Superman en una película más. En diciembre de 2017, se informó que "no había planes inmediatos" para que Zack Snyder dirigiera futuras películas de DC, siendo relegado a un puesto de productor ejecutivo. Esto se produjo después de una reorganización del personal de producción de películas en Warner Bros. debido a la recepción crítica mixta de la película y al decepcionante desempeño financiero.
Una versión del director de esta última fue estrenada en HBO Max como Zack Snyder's Justice League el 18 de marzo de 2021.